# كلارك إل. ويلسون
كلارك إل. ويلسون (بالإنجليزية: Clark L. Wilson)‏ هو عالم نفس أمريكي، ولد في 31 أغسطس 1913، وتوفي في 12 أغسطس 2006.